# Adolf Wilhelm Roos
Adolf Wilhelm Roos, född 21 juni 1824 i Kristinestad, Finland, död 19 januari 1895 i Stockholm, var en svensk ämbetsman. Han var son till kapellanen Johan Henrik Roos i Kristinestad och dennes hustru Maria Lovisa Wenman. Han var bror till Jakob Henrik Roos samt far till Adolf, Gustaf Roos, Axel Roos och Anna Maria Roos. 
Adolf Wilhelm Roos gick i Vasa trivialskola och i Åbo gymnasium. År 1845 kom han till Sverige, där han samma år skrevs in som student vid Uppsala universitet. År 1851 avlade han kansliexamen, tjänstgjorde en tid som extra ordinarie kanslist i Finansdepartementet och några andra ämbetsverk samt anställdes 1856 som sekreterare hos den då nybildade Telegrafstyrelsen. I juli 1860 utsågs Roos till sekreterare hos Generalpoststyrelsen och befordrades 1863 till kanslidepartementschef samt utnämndes i november 1867 till generalpostdirektör, från vilken befattning han avgick i oktober 1889. 
Under Roos ledning genomgick det svenska postväsendet en rad förbättringar, exempelvis upphävandet av kronobrevbäringen och skyldigheten för bönderna att befordra post samt organiserandet av postskjutsen på beting. Roos förbättrade också postservicen på landsbygden genom att inrätta ett stort antal nya postanstalter och postgångar och genom att införa lantbrevbäring. Han var även riksdagsman för Norrbottens läns valkrets 1875–1889. Roos dotter Anna Maria Roos är författaren till Sörgården och Kap Roos på Spetsbergen är uppkallat efter honom. Han är begravd på Norra begravningsplatsen utanför Stockholm.